# Clube Esportivo Nova Esperança
El Clube Esportivo Nova Esperança, conocido también como CENE, fue un equipo de fútbol de Brasil que jugaba en el Campeonato Matogrossense de Segunda División, la segunda categoría del estado de Mato Grosso del Sur. El club dejó de existir el 20 de septiembre de 2018.

## Historia
Fue fundado el 15 de diciembre de 1999 en el municipio de Jardim, Mato Grosso del Sur y fue propiedad del surcoreano Reverendo Moon, el fundador de la Iglesia de la Unificación, el cual también fue propietario del Clube Atlético Sorocaba del estado de Sao Paulo. Sus colores están inspirados en el club surcoreano Seongnam FC.
En 2002 el club se muda a la capital estatal Campo Grande, logrando ese mismo año el título estatal por primera vez, logrando la clasificación para la Copa de Brasil de 2002 y el Campeonato Brasileño de Serie C en 2003 por primera vez en su historia. En la Copa de Brasil es eliminado en la primera ronda por el Esporte Clube Vitória del estado de Bahía por marcador de 0-6, y en la tercera división nacional supera la fase de grupos como segundo lugar, eliminaría en la segunda ronda por penales al Juazeiro Social Clube del estado de Bahía para luego ser eliminado de la misma manera por el AD Cofiança del estado de Sergipe.
En 2004 participa en el Campeonato Brasileño de Serie C por segunda ocasión consecutiva, superando la fase de grupos como segundo lugar, donde fue eliminado en la segunda ronda por el Americano Futebol Clube de Río de Janeiro por marcador de 3-5. En ese mismo año logra su segundo título estatal y la clasificación para la Copa de Brasil por segunda vez. En su segunda aparición en la copa nacional vence en la primera ronda al Uniao Barbarense del estado de Sao Paulo en penales, pero es eliminado en la segunda ronda por el Santa Cruz Futebol Clube del estado de Pernambuco por marcador de 1-3.
En 2005 vuelve a ganar el torneo estatal por tercera vez, participando en el Campeonato Brasileño de Serie C en donde termina en el lugar 25 de 63 participantes, mientras que en la Copa de Brasil es eliminado en la primera ronda por el Cianorte Futebol Clube del estado de Paraná con marcador de 2-3. En 2006 el club se quedó lejos del título estatal y se quedó sin participación a nivel nacional, pero en 2007 termina de subcampeón estatal, logrando la clasificación para la Copa de Brasil de 2008 en donde es eliminado por el SE Palmeiras del estado de Sao Paulo por marcador de 0-2; así como en el Campeonato Brasileño de Serie C del mismo año donde fue eliminado en la fase de grupos por diferencia de goles.
En 2010 ganó su primera copa estatal, con lo que clasificó por primera vez al recién creado Campeonato Brasileño de Serie D, en donde fue eliminado en la fase de grupos por diferencia de goles. Al año siguiente ganó su cuarto título de campeón estatal de liga y participa en la cuarta división nacional por segunda ocasión consecutiva, donde vuelve a ser eliminado en la fase de grupos, quedando a solo un punto de la clasificación.
Tras quedarse sin nada en la temporada 2012, en 2013 es campeón estatal por quinta ocasión, con lo que obtiene la clasificación para la Copa de Brasil de 2014, donde es eliminado en la primera ronda por el Coritiba FC del estado de Paraná con marcador de 2-4 tras haber empatado el partido de ida 2-2 de visita. En 2014 también había logrado la clasificación para el Campeonato Brasileño de Serie D, pero desistieron de participar al igual que el Clube Esportivo Naviraiense.
Actualmente el club busca mudarse a un municipio del interior del estado de Mato Grosso del Sur por la falta de apoyo de los políticos de Campo Grande.

## Palmarés
- Campeonato Sul-Matogrossense: 6

2002, 2004, 2005, 2011, 2013, 2014
- Copa de Mato Grosso del Sur: 1

2010
- Clasificación para la Copa Centro-Oeste: 1

2002

## Jugadores

### Jugadores destacados
- Keirrison[8]